# Museo Civico Archeologico delle Acque
Il Museo Civico Archeologico di Chianciano Terme raccoglie preziosi reperti archeologici rinvenuti nel territorio comunale a partire dalla metà degli anni ottanta e può vantare la più importante collezione al mondo di canopi etruschi, ovvero vasi cinerari in forma umana destinati a conservare le ceneri di personaggi eminenti, ed è considerato uno tra i migliori musei etruschi per la ricchezza degli oggetti esposti.

## Descrizione
Inaugurato nel 1997, il museo è situato nell'ex granaio di Villa Simoneschi, all'inizio del paese ed è cresciuto negli ultimi anni grazie alle costanti campagne di scavi. Molto ricca è la collezione dei canopi rinvenuti nella necropoli di Tolle, la ricostruzione di una tomba principesca del VI sec. a.C. e una parte della decorazione del frontone del Tempio Etrusco dei Fucoli (II sec. a.C.). Nel 2009, nei locali contigui al museo, è stato aperto un centro di restauro.
Il museo si sviluppa su quattro piani ed è organizzato per sezioni tematiche che illustrano tutti gli aspetti della vita e della morte del popolo etrusco.
L’esposizione si apre con alcune ricostruzioni di sepolture ed esposizioni di corredi tombali, tra cui vasellame in bucchero e in bronzo, ceramiche figurate e anfore, databili tra il VI e il V secolo a. C., epoca di massimo sviluppo per la città.

### Piano terra
Il piano terra ospita la ricostruzione a grandezza naturale della camera sepolcrale di una delle tombe principesche più ricche, databile al VII sec. a.C. e rinvenuta nelle vicinanze della cittadina, lungo un importante asse viario che, attraverso le valli dell’Orcia e dell’Ombrone, conduceva verso le città costiere etrusche di Vetulonia e Populonia. Il corredo comprende oggetti simbolo come un rarissimo tavolo in lamina di bronzo con piano e gambe lavorate a sbalzo e tutto il corredo del simposio come vasi e alari per il fuoco. Notevole l’ossuario globulare in bronzo, in origine con testa in legno, di cui si conserva solo la lamina d’oro e gli occhi in osso e ambra della maschera. Splendido lo scudo in bronzo decorato a sbalzo con motivi geometrici vegetali e zoomorfi. Nella stessa stanza è esposta un’altra interessante tomba di 2 secoli più recente a sepoltura multipla, dove è possibile ammirare i cinerari a forma di casa in pietra fetida dove venivano riposte le ceneri del defunto, decorate e colorate con vivaci colori a testimoniare la ricchezza cromatica del mondo antico.

### Piano interrato
Il piano interrato si sviluppa nelle vecchie cantine dell’edificio, con le ricostruzioni delle tombe di VII sec. a.C. rinvenute nella necropoli della Foce – Tolle inserite nelle gallerie scavate nella sabbia della collina. 
Spicca poi l’imponente figura della copia della Mater Matuta etrusca, dove viene illustrato l’importante ruolo che la donna ricopriva, contrariamente a quanto succedeva nelle altre civiltà coeve. Di particolare importanza anche il gruppo cinerario con la dea alata Vanth.
Completa la visita del piano la sezione sulla lingua etrusca raccontata attraverso riproduzioni e video insieme agli oggetti rinvenuti negli scavi delle tombe che testimoniano l’elevato grado culturale dei ceti aristocratici del territorio.

### Primo piano
Al primo piano si trova la ricostruzione di alcuni ambienti di una fattoria, rinvenuta in prossimità del centro abitato, dove è possibile apprezzare l'attività di vinificazione dell’epoca e le tecniche di costruzione delle fattorie del II° sec. a.C.
Sono illustrati poi i princìpi fondamentali della religiosità e della sacralità etrusca, con la ricostruzione in grandezza naturale di un frontone templare etrusco dove sono state collocate le statue e i fregi rinvenuti in prossimità di una sorgente termale tutt’ora sfruttata. Si segnala l’acroterio laterale con la splendida figura femminile alata, forse la dea Thesan, e un'enigmatica testa virile barbata. Esposti infine i resti di un santuario etrusco di IV° sec. a.C. recuperato in prossimità della sorgente Sillene e i resti di una biga in bronzo con doppio tiro, probabilmente guidata da Diana Selena, dea protettrice delle acque.

### Secondo piano
Il secondo e ultimo piano ospita la suggestiva sezione sul simposio etrusco, con l’abitazione di un principe e la ricostruzione della sala del banchetto; sono inoltre esposti vari oggetti rituali e di uso comune connessi al consumo dei cibi, in particolare della carne e del vino, bevanda allora associata al contatto col divino. Troviamo poi esposti i reperti provenienti dagli scavi di un complesso termale di età augustea, dove il poeta Orazio veniva a curarsi con le acque di Chianciano. Qui sono presenti anche alcuni reperti donati al Museo. Una balaustra offre un particolare punto di vista sul frontone del tempio dei Fucoli posizionato al piano inferiore.